# Концентрационный лагерь Торренс Айленд
Лагерь для интернированных на острове Торренс был концентрационным лагерем времён Первой мировой войны, расположенный на острове Торренс в устье реки Порт, недалеко от Аделаиды в Южной Австралии. Лагерь открылся 9 октября 1914 года и вмещал до 400 человек немецкого или австро-венгерского происхождения, или членов экипажей вражеских кораблей, которые были задержаны в австралийских портах в начале войны. Они содержались под стражей без суда в соответствии с положениями Закона о военных мерах 1914 года.
В населении Южной Австралии значительное меньшинство составляли выходцы из Германии, и начало Первой мировой войны в 1914 году вызвало волну антинемецких настроений. На официальном уровне Закон о мерах предосторожности во время войны разрешал широкие полномочия по обыску, изъятию имущества и аресту. Лютеранские церкви и школы были закрыты, а газеты на немецком языке были запрещены. В августе 1914 года в соответствии с Законом были отправлены солдаты для задержания около 300 так называемых «германцев». Среди интернированных были несколько граждан Германии и Австро-Венгрии, а также несколько уроженцев Австралии, фермеров, интеллектуалов и лютеранских пасторов. Они составляли лишь небольшую часть людей немецкого происхождения в Южной Австралии, и вместе с ними армия окружила некоторых граждан Швеции, Нидерландов и одного из США — все из нейтральных стран.
Сначала заключённые были интернированы в загон с колючей проволокой в Кесвикских казармах в пригороде Аделаиды. По мере того, как их число росло, в октябре их доставили на лодке на остров Торренс. Остров был почти безлюден, за исключением Карантинной станции, построенной в XIX веке. На берегу реки Порт примерно в 500 м к югу от Карантинной станции, у которой был единственный причал на острове, был построен огороженный комплекс. Здесь заключённых содержали в палатках под вооружённой охраной. В то время он официально назывался концентрационным лагерем.

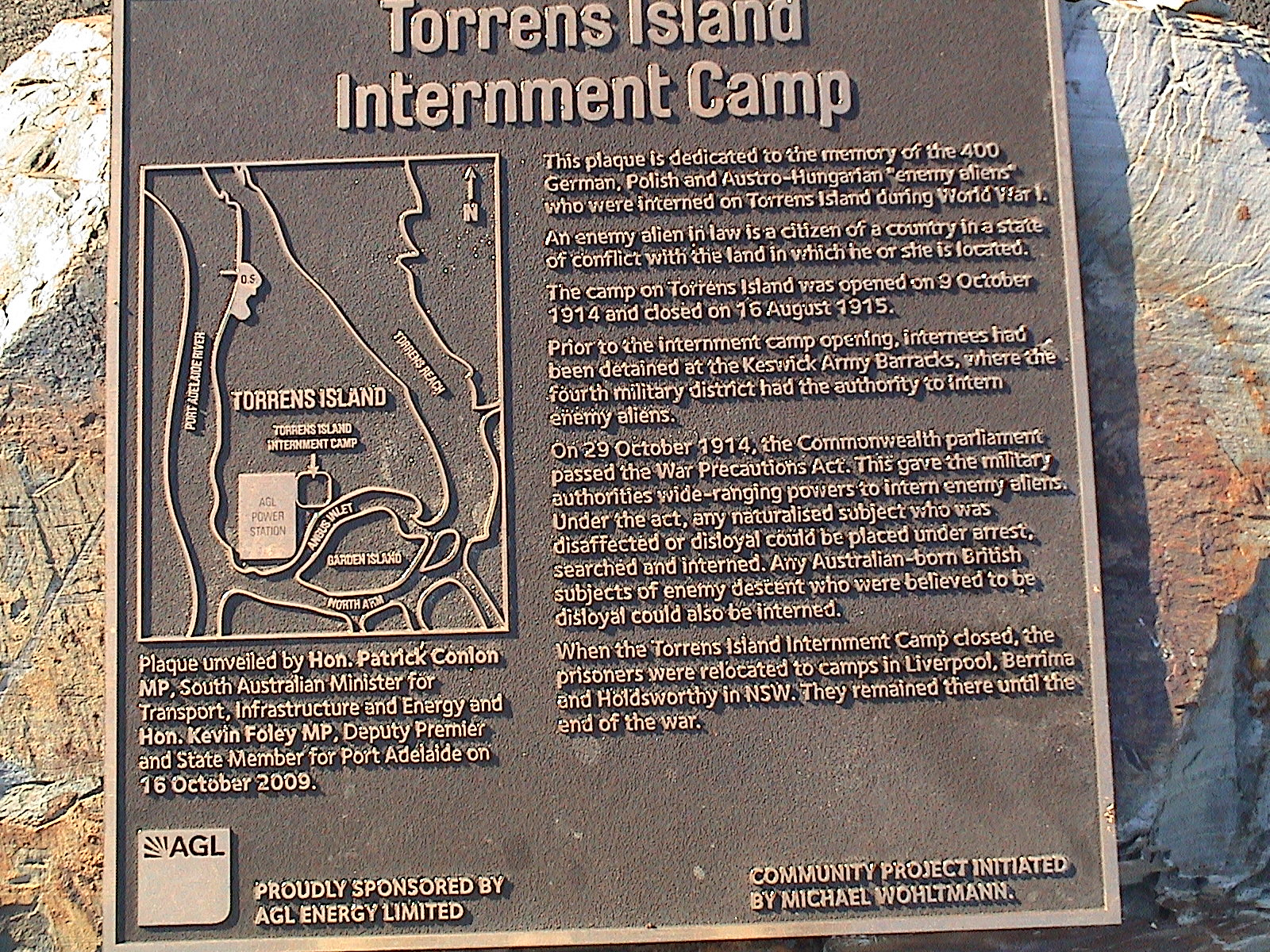
Мемориальная доска лагеря для интернированных на острове Торренс, расположенная рядом с дорогой на острове Гарден

Первые несколько месяцев лагерь для интернированных на острове Торренс был неудобным, но не суровым. Интернированных размещали в палатках и заставляли удовлетворять их собственные кулинарные потребности, в том числе выращивать себе еду. Несмотря на эти трудности, заключённым удалось организовать культурные мероприятия и развлечения, и даже опубликовать несколько выпусков лагерной газеты Der Kamerad. Интернированный Пол Дюбоцки был профессиональным фотографом, которому разрешили иметь фотоаппарат в лагере, и его фотографии отражают условия содержания.
В начале 1915 года в лагерь был направлен новый командир капитан Г.Е. Хоукс, и примерно в марте 1915 года лагерь переместили в другое место, находящееся дальше на юг от карантинной станции, на южной оконечности острова Торренс. Причина переезда не сообщается, но предположительно, потому что непосредственная близость лагеря может поставить под угрозу карантинную станцию в случае чрезвычайной карантинной ситуации. В свидетельствах более позднего следственного суда говорится: «Примерно в это время лагерь был перенесен с места, которое этот суд уже описал, в южную оконечность острова, недалеко от старой карантинной станции, которая не использовалась в течение многих лет».
Капитан Хоукс оказался крайне неподходящим для этой должности, и под его командованием обращение с интернированными ухудшилось. Он поощрял атмосферу, в которой охранники регулярно становились агрессивными в своём поведении, и вскоре после этого стали распространяться истории о жестоком обращении. Последующие расследования выявили доказательства того, что заключённых наказывали за дисциплинарные проступки, подвергая их воздействию непогоды на открытом участке с колючей проволокой, заключённых, как правило, толкали штыками, и незаконно наказывали, при этом интернированных раздевали, надевали наручники и публично пороли.
Лагерь был тихо закрыт в августе 1915 года, многие из интернированных были освобождены, а другие были переведены в более гуманный лагерь в Холсуорти в Новом Южном Уэльсе. Капитан Хоукс был уволен со службы, и в 1916 году его поведение было рассмотрено Следственной комиссией. Ничего из этого не стало достоянием общественности в Австралии до окончания войны, когда в 1919 году пресса Аделаиды опубликовала эту историю. Тем не менее, слух об инциденте дошел до Германии, и вернувшимся австралийским военнопленным сообщили, что им угрожают расправой, хотя ничего в итоге не произошло. Официальные записи лагеря на острове Торренс были уничтожены, и сегодня практически всё, что известно об этом инциденте, основано на единственных сохранившихся записях военного времени, в основном машинописном тексте и свидетельствах Следственного суда.

## Это место в наши дни
Местонахождение лагеря для интернированных на острове Торренс известно довольно точно, но на сегодняшний день не осталось никаких вещественных доказательств. Место первого лагеря было на западной стороне острова на берегу реки Порт, в нескольких сотнях метров к югу от карантинной станции, большая часть которой всё ещё стоит. Место интернирования представляло собой палаточный лагерь, который занимали всего пять месяцев, с октября 1914 по март 1915 года, а затем систематически передвигали. Сегодня на местности ничего нельзя идентифицировать. Второй лагерь располагался на южной оконечности острова на берегу залива Ангас и занимал его с марта по август 1915 года. Он также систематически переезжал, а всё, что оставалось, было позже полностью уничтожено современной застройкой. Участок находится под или рядом с подстанцией секции B электростанции на острове Торренс, построенной в 1973 году.

## Выставка
С октября 2014 года по сентябрь 2015 года в Музее миграции Южной Австралии проходила выставка Interned: Torrens Island, 1914–1915, посвящённая столетию лагеря для интернированных, сопровождаемая публикацией одноименной книги.